# Vikeså
Vikeså är en tätort i Bjerkreims kommun i Rogaland fylke i sydvästra Norge. Orten ligger vid Europaväg 39. Den utgör kommunens centralort såväl som största tätort.